# Adacnarca squamea
Adacnarca squamea is een tweekleppigensoort uit de familie van de Philobryidae. De wetenschappelijke naam van de soort is voor het eerst geldig gepubliceerd in 1905 door Hedley.